# Spickzettel

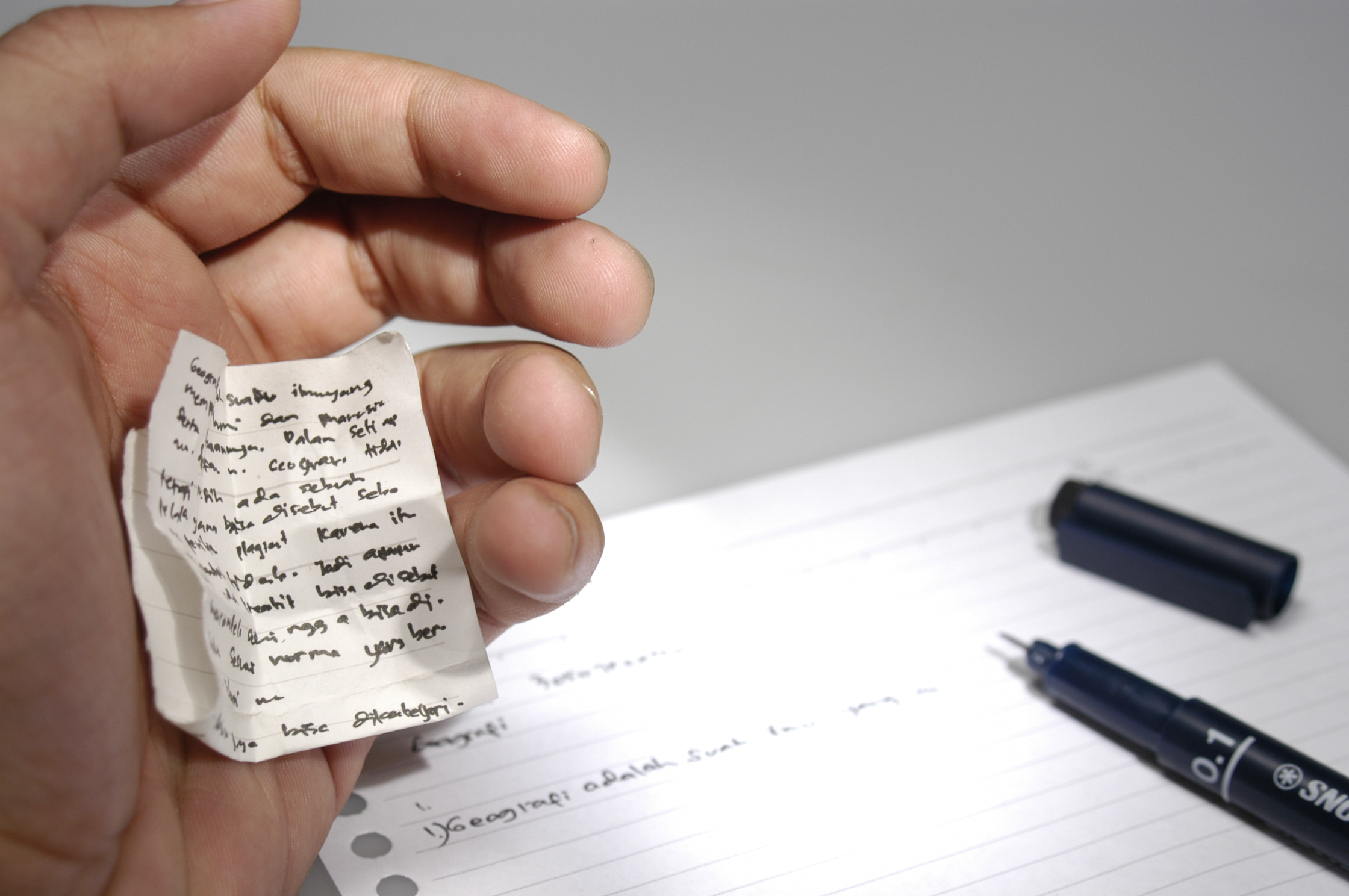
Spickzettel

Mit Spickzettel (auch: Spicker, Schwindel-, Pfusch- oder Schummelzettel) wurden und werden nicht zuletzt von Schülern Zettel bezeichnet, die bei Prüfungen, Klausuren, Abfragen oder Tests in verbotener Weise zu deren möglichst korrekten Beantwortung genutzt werden.
Daneben werden mit Spickzettel umgangssprachlich auch von Erwachsenen jene Zettel bezeichnet, wie sie u. a. (Fernseh-)Moderatoren ganz offen als Gedächtnisstützen verwenden.

## Gestaltungsformen
Die sehr unterschiedlichen Gestaltungsweisen der Spickzettel hängen nicht zuletzt von deren Einsatz ab:
- Dienen die Spickzettel einer unerlaubten Absicherung bei Prüfungen, werden meist möglichst kleine Zettel genutzt, die hilfreiche Informationen in entsprechend gerade noch lesbarer, kleiner Schrift bzw. bei Ausdrucken in kleiner Typografie enthalten. Die geringe Größe der Zettel und deren dadurch vielfältig möglichen Verstecke (siehe z. B. nebenstehende Abb.) sollen vor deren Entdeckung durch die Prüfenden schützen. (Eine umfangreiche Sammlung von Spickzetteln, die der seinerzeit im Berufskolleg St. Michael, Ahlen (Westfalen) tätige Schulseelsorger Diakon Johannes Gröger zusammengetragen hatte, wurde 2009 für einige Monate an der Schule unter dem Titel VertrauensBlicke ausgestellt.)[2]
- Dienen Spickzettel wie z. B. bei Reden hingegen einer erlaubten oder sogar gewünschten Nutzung, werden meist mehrere Zettel mit – je nach Sehkraft der Nutzer – gut lesbarer Schrift gefertigt, die ganz offen genutzt und nach Gebrauch abgelegt werden.

## Einsatz von Spickzetteln

### Bei Prüfungen

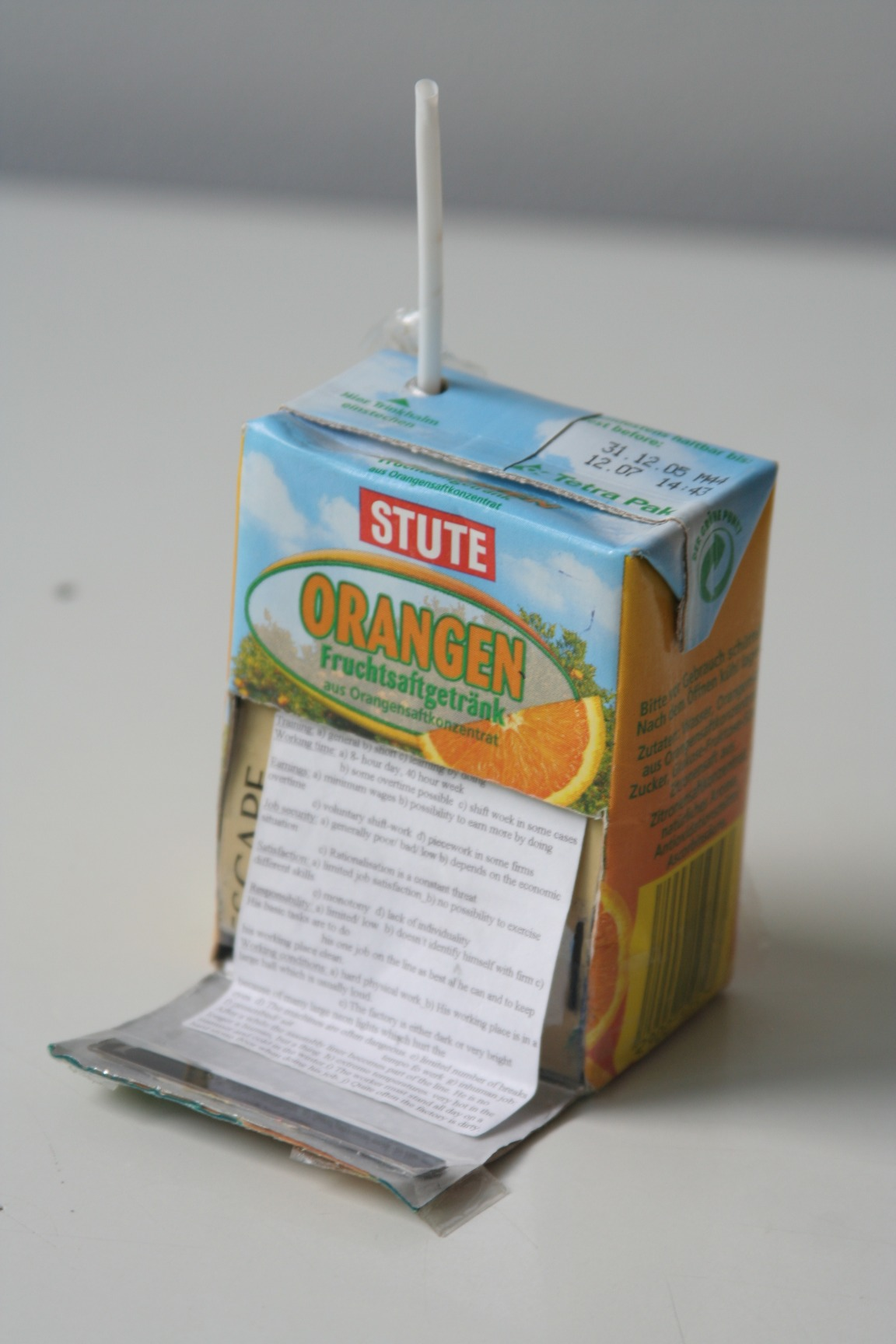
Spickzettel im Getränkekarton

Die Nutzung von Spickzetteln oder vergleichbaren Hilfsmitteln (Smartphone, Funkohrhöhrer) erfüllt im deutschen Schul- und Prüfungsrecht den Tatbestand des (veraltet ausgedrückt) „Unterschleifs“ und führt bei Entdeckung während oder nach einer Prüfung zur Aberkennung der kompletten erbrachten Prüfungsleistung oder/und ihrer schlechtestmöglichen Benotung.
An Universitäten/Hochschulen gibt es zuweilen die Erlaubnis, einen Zettel mit selbst gewähltem Inhalt mit in eine Klausur zu nehmen. Dabei kann es sich um untergeordnetes Wissen wie z. B. grundlegende, aber schwer zu merkende Formeln oder Skizzen handeln, die zur Lösung komplizierterer Aufgaben nötig sind. Da die Zettel durch das Papierformat beschränkt sind und oft nur handschriftlich angefertigt werden dürfen, zwingt das die Studenten bei deren Zusammenstellung zu einer erneuten Auseinandersetzung mit dem Stoff.

### Bei Reden, im Alltag
Bei Reden, Vorträgen oder Workshops o. ä. werden Spickzettel genutzt, die nur grob deren Ablauf bzw. Struktur mit Überschriften und Unterpunkten gliedern, um nichts Wesentliches zu vergessen. (In Abgrenzung dazu stünde das Ablesen eines vorgegebenen Textes.)
Im Alltag können Spickzettel als Erinnerungshilfen eingesetzt werden, unter anderem in Form von Einkaufslisten, Kochrezepten, To-do-Listen sowie für die Darstellung von Arbeitsabläufen in Einzelschritten. Als Mindmap illustrieren und protokollieren sie Gesprächsverläufe und Sitzungen, dienen als Mitschrift einer Vorlesung oder zur Planung eines Projektes und vielem mehr.

## Bekannte Spickzettel
- Bis 1969 hatten Kanontafeln in der tridentinischen Messe der Katholischen Kirche jahrhundertelang die Funktion von Spickzetteln bzw. einer Gedächtnisstütze für feststehende Texte während der Liturgie.

- Ein Spickzettel des ehemaligen Fußballnationaltorwarts Jens Lehmann erreichte internationale Aufmerksamkeit. Am 30. Juni 2006 beim Viertelfinalspiel der Fußball-Weltmeisterschaft 2006 steckte Torwarttrainer Andreas Köpke Lehmann einen handgeschriebenen Spickzettel mit Informationen über die Schützen der argentinischen Mannschaft zu.[4] Lehmann hielt zwei Elfmeter gegen Argentinien und wurde als Matchwinner gefeiert. Er stellte den Zettel später der Aktion Ein Herz für Kinder zur Verfügung. Bei einer Versteigerung erwarb das Unternehmen EnBW den Zettel für eine Million Euro und überließ ihn dem Haus der Geschichte in Bonn.[5]